# 日本劳动组合总联合会
日本劳动组合总联合会（日语：／）是日本全国工会联合会。简称联合（日语：／）、JTUC 。日本劳动组合总联合会是国际工会联合会的成员。
联合由1960-70年代的日本四大工会联合会合并而成，是日本最大的工会联合会。组织包括以全日本自治团体劳动组合（自治劳）与日本教职员组合（日教组）组成的日本官公厅劳动组合协议会（官公劳）为核心的日本劳动组合总评议会（日本社会党系）与以民间产别为主体的全日本劳动总同盟（民社党系）。

## 会歌
- 《联合歌》 作词：下村克俊 作曲：宫川泰